# ナガルコート

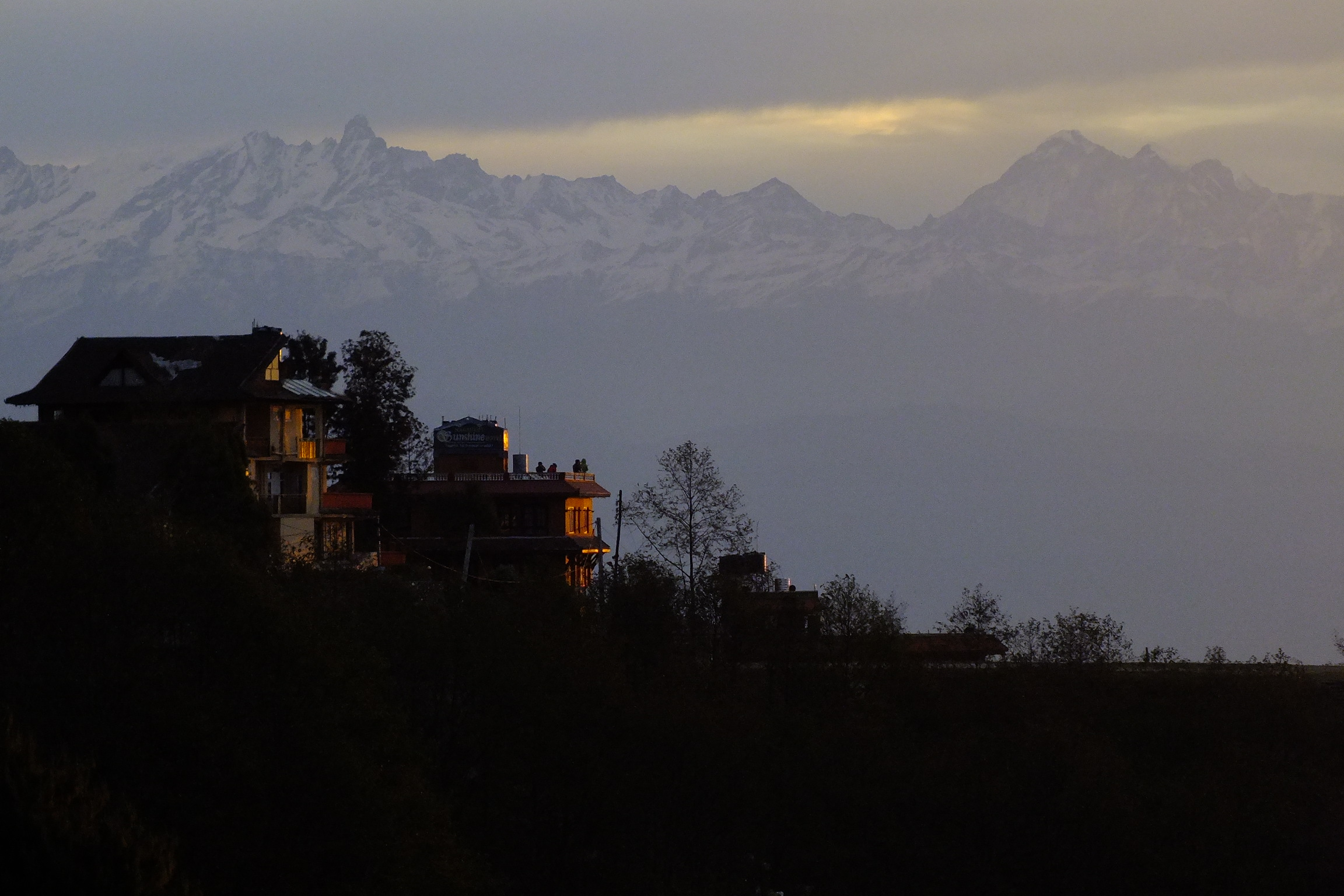
朝焼けのナガルコート

ナガルコート（英:Nagarkot）は、ネパールの首都カトマンズから約35㎞東方の海抜2100mの山地の村。ヒマラヤの展望台としてサランコートとともに知られる。

## 概要

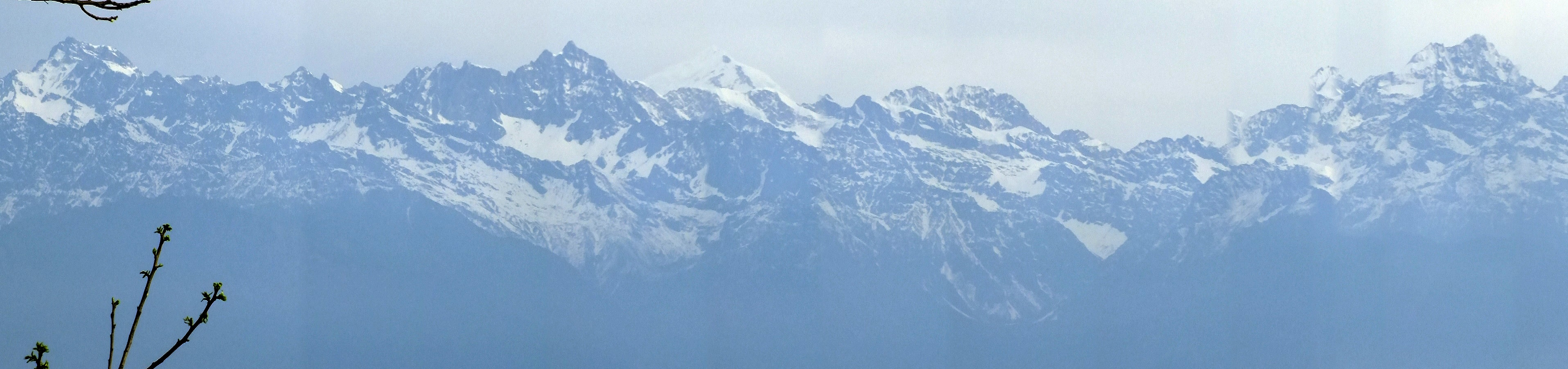
エヴェレストからさらに東の山脈、アンナプルナ山群までが一望できる。

東にヒマラヤ山脈を望み、エヴェレストからさらに東の山脈までが一望できる。正面にはランタン・ジュガール山群が大きく見え、さらにポカラの北方にそびえるアンナプルナ山群まで遠望できる。徒歩で1時間のマハデブポカリ山頂の「View Tower」という展望台からはさらに展望がきき、南方にインド平原へ至る山並みが眺望できる。特に早朝に刻々と色を変えるヒマラヤの展望が美しい。

## 観光

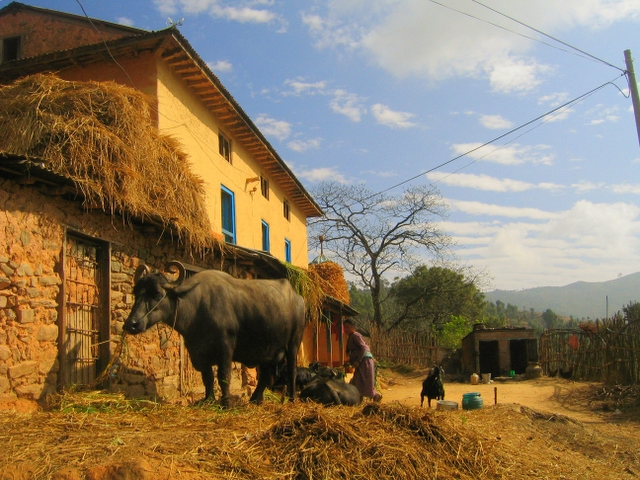
一帯はのどかな農村地帯である。

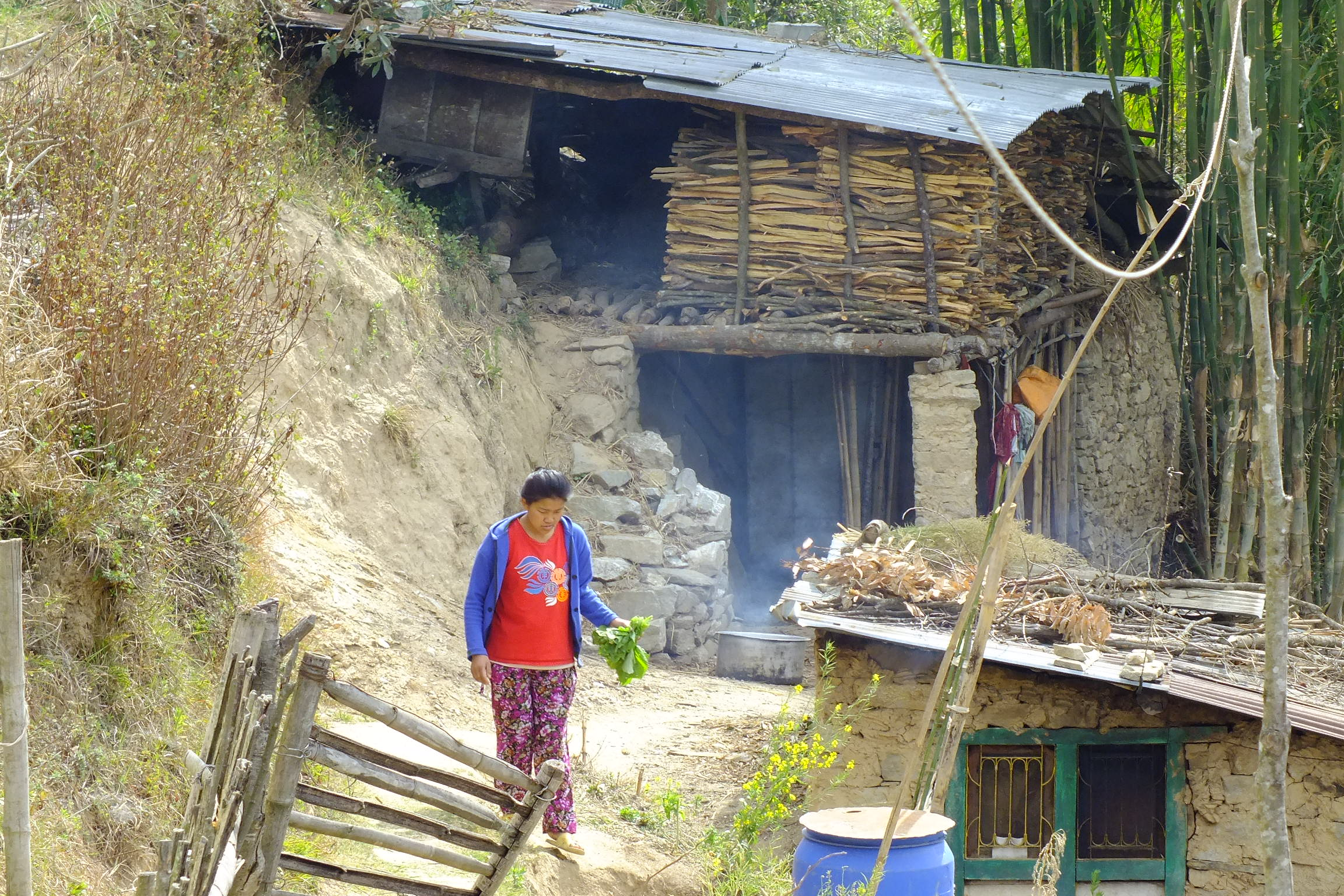
ナガルコートの生活。

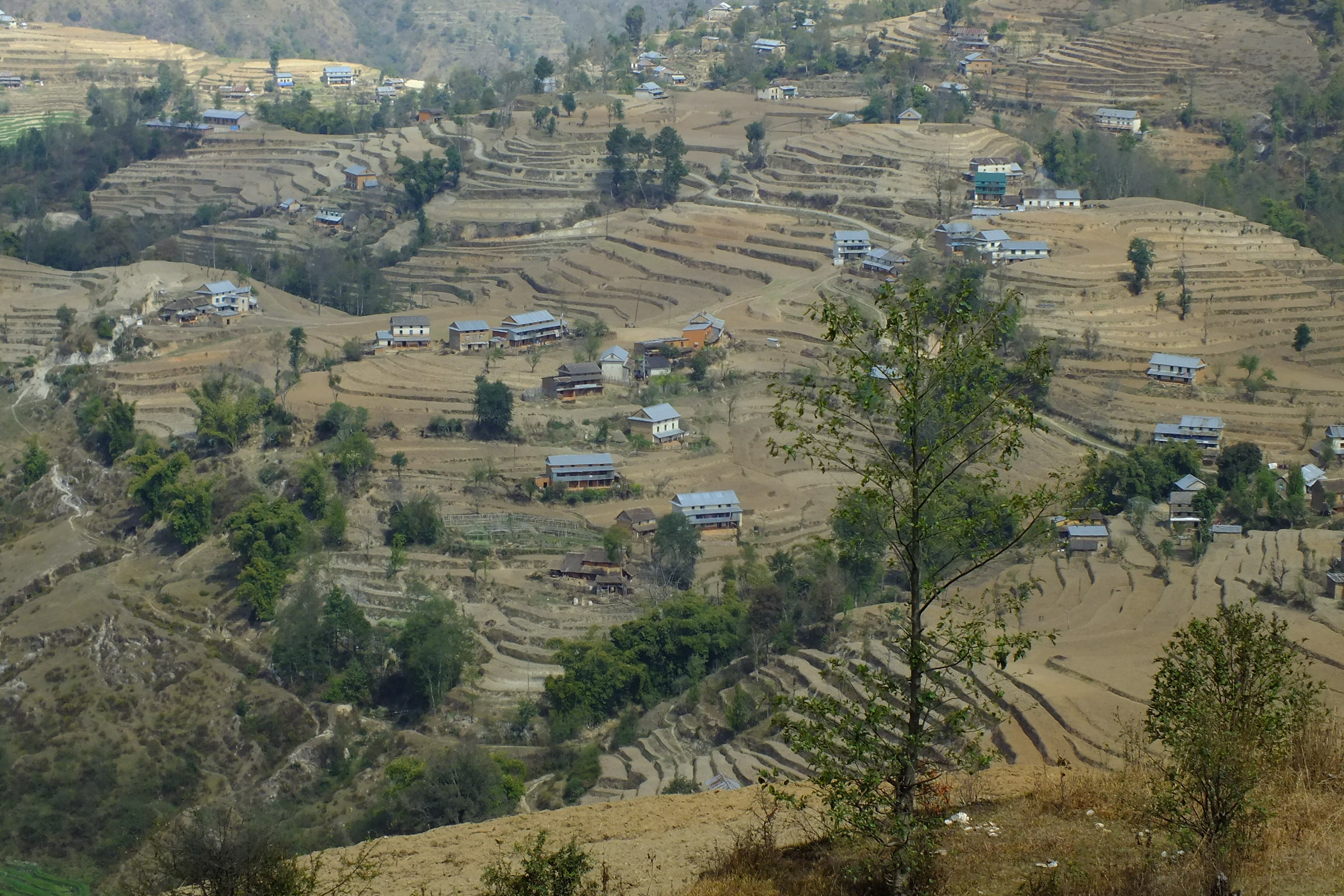
素朴な山暮らしの民家が点在する。

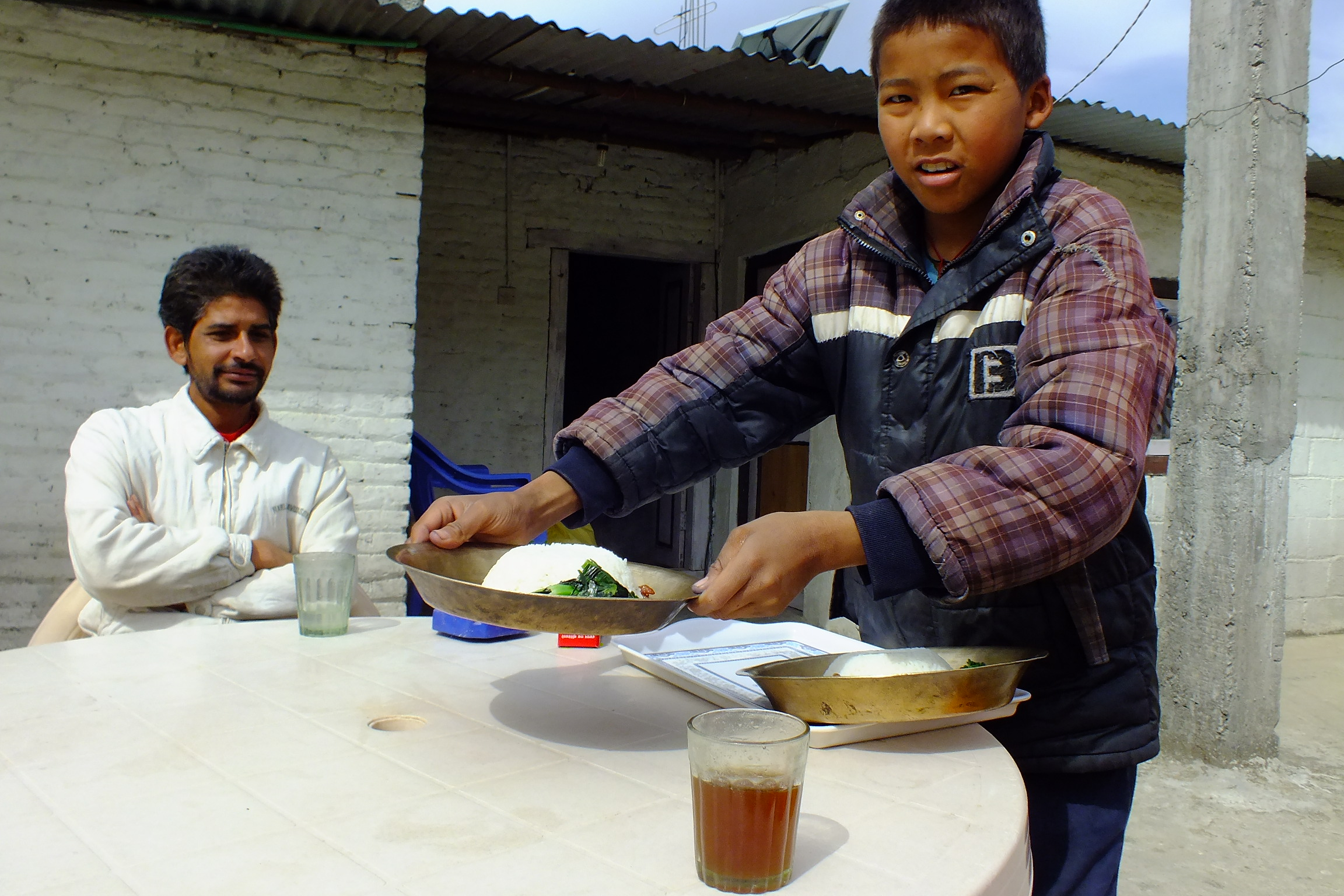
遊歩道沿いにある素朴なレストランで提供される水牛のダルバート。

### ホテル[1]
村には30を超すホテル、ゲストハウス、ロッジが点在し、どこも眺望がよい。
- Club Himalaya

6角形の展望台のような建物でテラスからの眺めがよい。自家発電が完備し停電がない。宿泊料は高い部類に入る。
- Nagarkot Cottage

カラフルな山荘風の造り。料金は中クラス。
- Peaceful Cottage

360度の展望がきくガラス張りのレストランを持つ。
- Nive Home

バス終点から徒歩20分の距離にあり、各部屋から朝焼けが美しく見える。囲炉裏がある。
- Farm House

スワヤンブナートのホテル・バジュラと同一経営。最もバス停から離れた位置にある。
- The Fort Resort

1993年開業、ガラス張りの部屋からヒマラヤが一望できる。宿泊料金はナガルコートの中では最も高い部類に入る。
- Hotel Space Mountain

ツーリストバス終点付近にある。斜面の反対側にあり展望はきかない。
- Hotel View Point

180度展望がきき、屋上が展望台になっている。
- Hotel Galaxy

小高くなった斜面にあり、展望がよい。

## 交通アクセス
バクタプルのバス停からナガルコート行のバスが1日4便。1時間半要。シーズン中にはカトマンズから直行するツーリストバスも多い。